# Accepted
Accepted (Admitido en Argentina y España, Aceptados en México y el resto de Latinoamérica) es una comedia estadounidense estrenada en el 2006, centrada en unos estudiantes que después de ser rechazados por todas las universidades a las cuales presentaron solicitud de admisión deciden crear una "universidad" para ellos. 
A pesar de ser presentada como una comedia ligera, la película tiene un trasfondo dramático que se desarrolla a lo largo de ella, en el cual critica duramente al sistema universitario de Estados Unidos y su sistema de clasificación.

## Sinopsis
Bartleby Gaines (Justin Long) es un estudiante de preparatoria muy persuasivo que, aparte de hacer las bromas habituales, hace identificaciones falsas. Pero sus habilidades no ayudan a sus notas, por lo que recibe cartas de rechazo de todas las universidades a las que postuló, incluida la Universidad de Harmon. En búsqueda de la aprobación de su padre (Mark Derwin), crea una universidad falsa, el Instituto Tecnológico South Harmon (South Harmon Institute of Technology; S.H.I.T.). En este plan es ayudado por su mejor amigo Sherman Schrader III (Jonah Hill), que fue aceptado en la prestigiosa Universidad de Harmon, Rory (Maria Thayer), que fue rechazada de la Universidad de Yale, Hands (Columbus Short), que perdió su beca atlética por una lesión, y Glen (Adam Herschman), que obtuvo un "0" al no haber escrito su nombre en un examen de admisión.
Para legitimar su "Universidad", convence a Sherman de crear un sitio web. Resuelto eso, consiguen un edificio que fue un hospital psiquiátrico y lo remodelan para que parezca un recinto universitario. Cuando el padre de Bartleby insiste en conocer al Decano, este contrata al tío de Sherman, Ben Lewis (Lewis Black) para que actúe como tal. Días más adelante, todo se descontrola cuando el sitio web de la universidad acepta automáticamente a cualquier postulante y llegan cientos de estudiantes a sus puertas. Al reunir a todos los estudiantes en un auditorio, Bartleby pronuncia un discurso diciéndoles que al igual que ellos no pudo entrar a ninguna universidad, por lo que los deja quedarse. Después de conocer y desilusionarse del sistema en Harmon, Bartleby hace que cada estudiante escriba lo que quiere estudiar en un gran pizarrón blanco y de paso mejora las instalaciones de South Harmon añadiendo una rampa de Skate y arreglando la piscina.
Mientras tanto, el Decano Richard Van Horne de la Universidad Harmon desea construir una entrada en la universidad (que el llama "Entrada Van Horne") para "mantener el conocimiento y alejar la ignorancia" mandando a Hoyt Ambrose (Travis Van Winkle) para que consiga el terreno pero Bartleby rechaza la propuesta de Hoyt. En la noche, Hoyt y sus amigos de la fraternidad BKE llegan a una fiesta en South Harmon en donde es rechazado por su exnovia Monica Moreland (Blake Lively) debido a que ella lo encontró besándose con Gwynn (Kaitlin Doubleday) en una fiesta de BKE y antes de irse activa los aspersores de incendios.
Esa noche, Hoyt desenmascara junto con sus amigos el fraude de South Harmon y después de golpear a Sherman consiguen robar el computador de él donde tenía toda la información de la falsa universidad. Al día siguiente, a South Harmon llegan los padres de todos los estudiantes (incluyendo los de Bartleby) pensando que había una reunión, pero al ver que todo lo de South Harmon fue un fraude, la universidad es cerrada. Cuando todos estaban sin esperanzas, Sherman llega con la carta de citación con la Junta de Acreditación que el había enviado sin consultar a Bartleby. Durante la sesión, Bartleby y los demás convencen a la Junta de Acreditación de la ciudad y les otorgan un año de prueba al instituto. Tiempo después, la universidad vuelve a sus funciones y con más estudiantes, incluyendo a Sherman y a Monica.
La película termina con el Decano Van Horne caminando hacia su auto cuando este explota frente a Bartleby y al estudiante de South Harmon que quería aprender a destruir objetos con la mente. Bartleby observa la explosión impresionado mientras el chico le dice "te lo dije".

## Reparto
| Actor             | Personaje                 |
| ----------------- | ------------------------- |
| Justin Long       | Bartleby Gaines           |
| Jonah Hill        | Sherman Schrader III      |
| Blake Lively      | Monica Moreland           |
| Maria Thayer      | Rory Thayer               |
| Anthony Heald     | Decano Richard Van Horne  |
| Lewis Black       | Ben Lewis                 |
| Adam Herschman    | Glen                      |
| Columbus Short    | Daryl «Hands» Holloway    |
| Travis Van Winkle | Hoyt Ambrose              |
| Diora Baird       | Kiki                      |
| Ann Cusack        | Diane Gaines              |
| Mark Derwin       | Jack Gaines               |
| Robin Lord Taylor | Abernathy Darwin Dunlap   |
| Kellan Lutz       | Dwayne                    |
| Brendan Miller    | Wayne                     |
| Hannah Marks      | Elizabeth «Lizzie» Gaines |
| Joe Hursley       | Maurice                   |
| Jeremy Howard     | Estudiante friky          |
| Kaitlin Doubleday | Gwynn                     |
| Artie Baxter      | Mike Chambers             |
| Ross Patterson    | Mike McNaughton           |
| Sam Horrigan      | Mike Welsh                |

## Banda sonora
| N.º | Título                                      | Escritor(es)                                             | Duración |  |
| 1.  | «U-Mass»                                    | Pixies                                                   | 3:02     |  |
| 2.  | «Gravity Rides Everything»                  | Modest Mouse                                             | 4:19     |  |
| 3.  | «Declare Guerre Nucleaire»                  | The Hives                                                | 1:35     |  |
| 4.  | «Bole 2 Harlem»                             | Bole 2 Harlem                                            | 4:09     |  |
| 5.  | «Eleanor Rigby»                             | David Schommer con David Jensen (Cover de The Beatles)   | 3:57     |  |
| 6.  | «TKO»                                       | Le Tigre                                                 | 3:24     |  |
| 7.  | «Where Do I Begin»                          | The Chemical Brothers con Beth Orton                     | 6:51     |  |
| 8.  | «Sherman's Way»                             | David Schommer                                           | 4:17     |  |
| 9.  | «Keepin' Your Head Up»                      | The Ringers                                              | 1:49     |  |
| 10. | «Don't You (Forget About Me)»               | David Schommer con Lucy Woodward (Cover de Simple Minds) | 1:57     |  |
| 11. | «Holiday»                                   | Green Day                                                | 3:24     |  |
| 12. | «Let The Drummer Kick»                      | Citizen Cope                                             |          |  |
| 13. | «To Be Young (Is To Be Sad, Is To Be High)» | Ryan Adams                                               | 3:04     |  |
| 14. | «You Think We Suck»                         | Ape Fight                                                | 2:19     |  |

Otras Canciones no Agregadas en la Banda sonora original:
- "Close to Me" de The Cure es la Canción que se escucha cuando baja la bola de espejos en el cuarto de Bartleby
- "Holiday" de Green Day. Hubo una cierta confusión ya que Weezer también tiene una canción con ese nombre en la película y además fue la única en la Banda sonora Oficial.
- "Blitzkrieg Bop" de The Ringers (Cover de The Ramones) es tocada durante la fiesta en South Harmon y Bartleby canta la mayor parte.
- "Don't Stop" de Fleetwood Mac es sonada durante la fiesta de graduación.
- "I'm Better" de Scott Thomas
- "Sweet Confusion" de Divine Right
- "Spotlight" de The Ringers
- "Walkin' the Walk" de The Daniel May Quartet
- "String Quartet in G, Opus 18" de Flux Quartet